# TvN (Korea Południowa)
tvN (Total Variety Network) – południowokoreańska stacja telewizyjna, założona 9 października 2006 roku przez CJ ENM, dostępna jako telewizja kablowa, satelitarna oraz IPTV.
10 września 2015 roku został uruchomiony kanał O tvN przeznaczony dla starszych widzów.

## Programy

### Wiadomości
- tvN e-News 9

### Seriale
Seriale tvN są eksportowane do różnych krajów Azji i obu Ameryk. Tytuły, które osiągnęły największą oglądalność to Crash Landing on You, Eungdaphara 1988 i Goblin. Pierwszy z nich osiągnął rekord oglądalności odnotowując 21,683% udziału w widowni w całym kraju, a także został pierwszym serialem tvN, który przekroczył próg 20%. Eungdaphara 1988 został doceniony zarówno przez krytyków, jak i publiczność, a jego finałowy odcinek obejrzało 18,8% widowni w całym kraju czyniąc go jednym z seriali z najwyższą oglądalnością w historii koreańskiej telewizji kablowej. Goblin był przebojem i konsekwentnie przewodził oglądalności telewizji kablowej w swoim przedziale czasowym. Jego ostatni odcinek obejrzało 18,68% widowni w kraju, zajmując ówcześnie drugie miejsce. Otrzymał uznanie krytyków i stał się fenomenem kulturowym w Korei Południowej.
Wraz z kwietniem 2020 roku seriale kanału zajęły siedem miejsc na liście dziesięciu seriali telewizji kablowej z najwyższą oglądalnością.
Czasy antenowe seriali
- Poniedziałek i wtorek, 21:00 (KST)
- Środa i czwartek, 22:30 (KST)
- Piątek i czwartek, 22:40 (KST)
- Sobota i niedziela, 21:00 (KST)

### Programy rozrywkowe
- Roller Coaster (kor. 롤러코스터; 2009–2013)
- Martian Virus (kor. 화성인 바이러스; 2009–2013)
- Comedy Big League (kor. 코미디빅리그; od 2011)
- Korea's Got Talent (kor. 코리아 갓 탤런트; 2011–2012)
- Saturday Night Live Korea (kor. 새터데이 나이트 라이브 코리아; od 2011)
- The Romantic & Idol (kor. 더로맨틱&아이돌; 2012-2013)
- Who Wants to Be a Millionaire? (kor. 퀴즈쇼 밀리어네어; 2013)
- The Genius
- Grandpas Over Flowers (kor. 꽃보다 할배; 2013–2015)
- Sisters Over Flowers (kor. 꽃보다 누나; 2013)
- Youth Over Flowers (kor. 꽃보다 청춘; 2014)
- Three Meals a Day (kor. 삼시세끼; 2014)
- Three Meals a Day: Fishing Village (kor. 삼시세끼-어촌편; 2015)

### Talk show
- Taxi (kor. 현장 토크쇼 택시; od 2007)
- Baek Ji-yeon's People Inside (kor. 백지연의 끝장토론; 2010-2013)
- Kim Mi-kyung Show (kor. 김미경 쇼; 2013)